# Soldatenkaiser

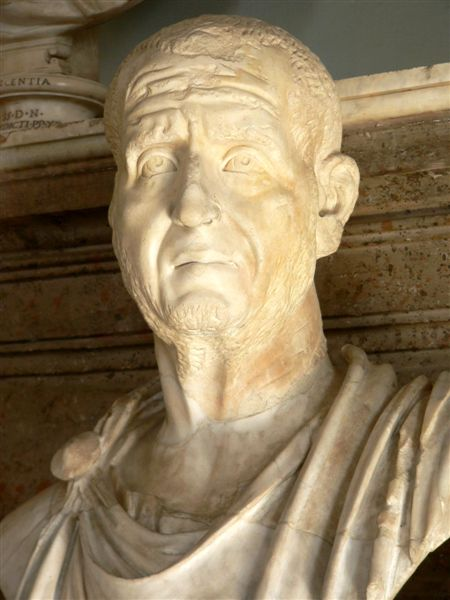
Kaiser Decius. Soldatenkaiser ließen sich häufig in Rüstung oder zumindest behelmt darstellen.

Als Soldatenkaiser werden in der althistorischen Forschung oft die Kaiser bezeichnet, die im Zeitraum von 235 bis 284/85 die Macht im Römischen Reich ausübten. Der Begriff bezieht sich darauf, dass viele Herrscher in diesen Jahrzehnten ihre Macht dem Heer verdankten und große Teile ihrer Herrschaft mit Feldzügen verbrachten. Wenngleich auch andere Kaiser ihren Aufstieg dem Militär verdankten und die Macht der römischen Kaiser von Anfang an in erster Linie auf ihrer Kontrolle über das römische Heer beruhte, ist der Forschungsbegriff in erster Linie auf diesen Zeitraum bezogen. In der älteren Forschung wurden teilweise auch die Kaiser der Jahre 180–235 (Commodus und die Severer) beziehungsweise 284–305 (Diokletian) zu den Soldatenkaisern gezählt.
In die Zeit der Soldatenkaiser fällt die sogenannte Reichskrise des 3. Jahrhunderts, in der das Imperium sowohl einer verstärkten Bedrohung von außen ausgesetzt war als auch im Inneren mit erheblichen Problemen zu kämpfen hatte (zu Details siehe dort).

## Begriffsbestimmung
Der Begriff „Soldatenkaiser“ wurde bereits im 19. Jahrhundert geprägt, aber insbesondere durch Franz Altheim (um 1940) populär gemacht. Er ist vorwiegend in der deutschsprachigen Forschung gebräuchlich und wird aus den Schilderungen der antiken Geschichtsschreiber abgeleitet, die in der Regel eher senatsfreundlich eingestellt waren.
Eine exakte, allgemein akzeptierte Definition von „Soldatenkaiser“ existiert nicht. Eine Abgrenzung zu anderen römischen Herrschern fällt auch deshalb schwer, weil sich diese bereits seit Augustus ausnahmslos auf die Macht der Legionen stützten. Mit dem daher durchaus problematischen, fast nur in der deutschsprachigen Forschung üblichen Begriff „Soldatenkaiser“ wird aber meist das besonders stark auf das Militär bezogene Kaisertum des 3. Jahrhunderts bezeichnet, das die Rolle des Senats (der in der Kaiserzeit ohnehin nur von geringer politischer Bedeutung war) und der stadtrömischen Bevölkerung noch stärker als früher marginalisierte: Seit 235 hielten sich die meisten Herrscher nur noch ausnahmsweise in Rom auf, sondern weilten die meiste Zeit bei den Grenztruppen. Viele Soldatenkaiser, vor allem seit 268, waren zudem keine Senatoren, sondern hatten sich vor ihrer Machtübernahme im Heer hochgedient und verdankten ihre Herrschaft unmittelbar den von ihnen befehligten Truppen.
Der Beginn der „Soldatenkaiserzeit“, die gemeinhin als der letzte Abschnitt des Prinzipats bzw. der Hohen Kaiserzeit gilt, wird in das Jahr 235 gesetzt, in dem Soldaten den letzten Severer Severus Alexander töteten und mit Maximinus Thrax einen ihrer Kommandeure zum Kaiser erhoben (dazu und zur folgenden Zeit siehe Reichskrise des 3. Jahrhunderts). Als Endpunkt der Soldatenkaiserzeit wird traditionell der Regierungsantritt Diokletians 284/85 angesehen, mit dem man auch gewöhnlich die Spätantike beginnen lässt, denn Diokletian nahm eine grundlegende Neuordnung des römischen Staates vor und beendete die Periode der häufigen gewaltsamen Machtwechsel. Zwar kam es auch später noch zur Erhebung von Kaisern aus den Reihen des Heeres, doch handelte es sich dabei nicht mehr um die rasche Folge von Umstürzen, welche die Soldatenkaiserzeit geprägt hatten. Die Soldatenkaiser hatten unterschiedliche persönliche Hintergründe. Manche waren von bescheidener Herkunft und relativ ungebildet und konzentrierten sich auf die ihnen vertrauten militärischen Aufgaben; andere, wie etwa Decius, Valerian oder Gallienus, gehörten hingegen noch der senatorischen Oberschicht an.
Auch wenn 284 in vielerlei Hinsicht einen sinnvollen Einschnitt markiert, kam der definitive Endpunkt der Soldatenkaiserzeit allerdings erst im späten 4. Jahrhundert, als sich die enge Beziehung zwischen Armee und Kaiser lockerte und die Herrscher aufhörten, persönlich mit dem Heer ins Feld zu ziehen. Spätestens nach der sogenannten Reichsteilung von 395 waren sie zu Palastkaisern geworden. Davon zu unterscheiden sind die verschiedenen Usurpationen und Erhebungen von Gegenkaisern in späterer Zeit.

## Liste der Soldatenkaiser
Zu den einzelnen Kaisern vgl. auch den Überblick in dem von Klaus-Peter Johne herausgegebenen Handbuch.
| Name                          | Vollständiger Name                                         | Regierungszeit       | Anmerkungen |
| Frühe Soldatenkaiser          | Frühe Soldatenkaiser                                       | Frühe Soldatenkaiser | Frühe Soldatenkaiser |
| ----------------------------- | ---------------------------------------------------------- | -------------------- | --- |
| Maximinus Thrax               | Gaius Iulius Verus Maximinus                               | 235–238              | gegen Severus Alexander; Caesar: Maximus (ab 236) |
| Magnus                        | (Gaius Petronius?) Magnus                                  | 235?                 | Usurpator in Obergermanien; Nachfolger: Quartinus (235?) |
| Gordian I.                    | Marcus Antonius Gordianus Sempronianus Romanus Africanus   | 238                  | Gegenkaiser in Africa, mit Gordian II. |
| Pupienus                      | Marcus Clodius Pupienus Maximus                            | 238                  | mit Balbinus, gegen Maximinus Thrax |
| Gordian III.                  | Marcus Antonius Gordianus                                  | 238–244              | 238 Caesar unter Pupienus und Balbinus; Regenten: Gordiana (?, bis 241), Timesitheus (241–243) |
| Sabinianus                    | (Marcus Asinius?) Sabinianus                               | 240                  | Gegenkaiser in Africa |
| Philippus Arabs               | Marcus Iulius Philippus                                    | 244–249              | Regent seit 243 (mit Priscus), ab 247 mit Philippus II. (Caesar seit 244) |
| Pacatianus                    | Tiberius Claudius Marinus Pacatianus                       | 248–248/49           | Gegenkaiser in Moesien und Pannonien |
| Iotapianus                    | Marcus F(ulvius?) Ru(fus?) Iotapianus                      | 248/49–249           | Gegenkaiser in Syrien und Kappadokien |
| Sponsianus                    | unbekannt                                                  | ?                    | Gegenkaiser in Dakien (?) |
| Decius                        | Gaius Messius Quintus Traianus Decius                      | 249–251              | gegen Philippus Arabs, 251 mit Herennius Etruscus (Caesar seit 250); Regentin: Etruscilla (251) |
| Valens Licinianus             | Iulius Valens Licinianus                                   | 250/51               | Gegenkaiser in Rom |
| Priscus                       | (Lucius/Titus Iulius?) Priscus                             | 250/51               | Gegenkaiser in Thrakien (durch Kniva?) |
| Trebonianus Gallus            | Gaius Vibius Trebonianus Gallus                            | 251–253              | mit Hostilian (251, Caesar seit 250) und Volusianus (Caesar 251) |
| Aemilianus                    | Marcus Aemilius Aemilianus                                 | 253                  | gegen Trebonianus Gallus |
| Valerian                      | Publius Licinius Valerianus                                | 253–260              | gegen Aemilianus, mit Gallienus |
| Silbannacus                   | Mar(inus?) Silbannacus                                     | 253?                 | Gegenkaiser in Rom (?) |
| Uranius Antoninus             | Lucius Iulius Aurelius Sulpicius Severus Uranius Antoninus | 253–254              | Gegenkaiser in Syrien |
| Gallienus                     | Publius Licinius Egnatius Gallienus                        | 253–268              | Mitkaiser im Westen (Caesar 253), 260 Alleinherrscher, mit Saloninus (260, Caesar seit 258) und Marinian (268); Caesar: Valerian II. (256–258); Rex Regum: Odaenathus (263–267, Osten, mit Herodian)      |
| Regalianus                    | Publius C(assius?) Regalianus                              | 260                  | Gegenkaiser in Pannonien und Moesien; Vorgänger: Ingenuus (260?) |
| Macrianus                     | Titus Fulvius Iunius Macrianus                             | 260–261              | Gegenkaiser im Osten, mit Quietus (beide durch Macrianus Maior und Ballista); Vorgänger: ?Mareades (260, Syrien, durch Schapur I.); Nachfolger: Mussius Aemilianus (261–262), ?Memor (262, beide Ägypten) |
| Valens                        | Valens Thessalonicus                                       | 261                  | Gegenkaiser in Makedonien (oder Griechenland?); Gegenkaiser: ?Piso |
| Celsus                        | unbekannt                                                  | ?                    | angeblicher Usurpator in Africa |
| Trebellianus                  | unbekannt                                                  | ?                    | angeblicher Usurpator in Kilikien |
| Aureolus                      | unbekannt                                                  | 268                  | Usurpator in Norditalien |
| Kaiser des Imperium Galliarum |                                                            |                      | |
| Postumus                      | Marcus Cassianius Latinius Postumus                        | 260–269              | gegen Gallienus; angeblicher Caesar und Mitkaiser: Postumus II. |
| Laelianus                     | (Gaius?) Ulpius Cornelius Laelianus                        | 269                  | Gegenkaiser in Obergermanien |
| Marius                        | Marcus Aurelius Marius                                     | 269                  | durch Victoria (?) |
| Victorinus                    | Marcus Piav(v)onius Victorinus                             | 269–271              | gegen Marius (?); Regentin: Victoria (271); angeblicher Caesar: Victorinus II. |
| Domitianus                    | unbekannt                                                  | 271?                 | gegen Victorinus (?) |
| Tetricus I.                   | Gaius Pius Esuvius Tetricus                                | 271–274              | gegen Domitianus (?, durch Victoria); Caesar: Tetricus II. (ab 272/73) |
| Faustinus                     | unbekannt                                                  | 273/74               | Usurpator in Nordgallien |
| Späte Soldatenkaiser          |                                                            |                      | |
| Claudius Gothicus             | Marcus Aurelius (Valerius) Claudius                        | 268–270              | |
| Censorinus                    | unbekannt                                                  | ?                    | angeblicher Usurpator in Italien |
| Quintillus                    | Marcus Aurelius Claudius Quintillus                        | 270                  | |
| Aurelian                      | Lucius Domitius Aurelianus                                 | 270–275              | gegen Quintillus, ab 274 Alleinherrscher; Regentin: Severina (?, 275) |
| Felicissimus                  | unbekannt                                                  | 271?                 | Usurpator (?) in Rom |
| Septimius                     | unbekannt                                                  | 271/72               | Gegenkaiser in Dalmatien |
| Urbanus                       | unbekannt                                                  | 271/72               | Usurpator in ? |
| Vaballathus                   | Lucius Iulius Aurelius Septimius Vabal(l)athus Athenodorus | 272                  | Gegenkaiser im Osten, Rex Regum seit 267 (ab 270 nominell Mitregent Aurelians); Regentin: Zenobia; Vorgänger: ?Maeonius (267); Nachfolger: Antiochus (273, beide Syrien), ?Firmus (273, Ägypten)          |
| Tacitus                       | Marcus Claudius Tacitus                                    | 275–276              | |
| Florianus                     | Marcus Annius Florianus                                    | 276                  | |
| Probus                        | Marcus Aurelius Probus                                     | 276–282              | gegen Florianus |
| Septimius                     | Lucius Septimius ?                                         | 280/81               | Usurpator (?) in Britannien |
| Proculus                      | unbekannt                                                  | 280/81               | Gegenkaiser in Niedergermanien (und Nordgallien?), mit ?Bonosus |
| Saturninus                    | (Gaius?) Iulius Saturninus                                 | 281                  | Gegenkaiser in Syrien (und Ägypten?) |
| Carus                         | Marcus Aurelius Carus                                      | 282–283              | gegen Probus (?) |
| Carinus                       | Marcus Aurelius Carinus                                    | 283–285              | 283 Mitkaiser im Westen (Caesar seit 282), bis 284 mit Numerian (Osten, Caesar seit 282) und Nigrinian |
| Sabinus Julianus              | Marcus Aurelius Sabinus Iulianus                           | 284–285              | Gegenkaiser in Pannonien und Norditalien |
| Name                          | Vollständiger Name                                         | Regierungszeit       | Anmerkungen |